# کریچ
کریچ (به انگلیسی: Crich) یک روستا و محله مدنی در بریتانیا است که در دره امبر واقع شده‌است. کریچ ۲٬۸۲۱ نفر جمعیت دارد.